# Donje Stative
Donje Stative – wieś w Chorwacji, w żupanii karlowackiej, w gminie Netretić. W 2011 roku liczyła 197 mieszkańców.